# کاوشگر ۴
کاوشگر ۴ پروژه سازمان فضایی ایران است که توانایی حمل مجموعه آزمایشگاه فضایی با محموله زیستی یک میمون از نژاد رزوس و ارتفاع بیش از ۱۲۰ کیلومتر با همکاری پژوهشگاه هوافضای ایران را دارد.
کاوشگر ۴ در ۲۴ اسفند ۱۳۸۹ همراه با نمونه عروسکی میمون که موجود زنده را شبیه‌سازی می‌کرد با موفقیت پرتاب شد.